# Falso dilema
La falacia informal del falso dilema involucra una situación en la que se presentan dos puntos de vista como las únicas opciones posibles, cuando en realidad existen una o más opciones alternativas que no han sido consideradas. Las dos alternativas son con frecuencia, aunque no siempre, los puntos de vista más extremos dentro de un espectro de posibilidades. En vez de tales simplificaciones extremistas suele ser más apropiado considerar el rango completo de opciones, como en la lógica difusa. El falso dilema también es conocido como dilema falsificado, falacia del tercero excluido, falsa dicotomía, falsa oposición, falsa dualidad, falso correlativo o bifurcación.
La falacia del falso dilema es también una de las formas de uso incorrecto del operador lógico «o».
Un falso dilema no tiene por qué estar necesariamente limitado a dos alternativas, pudiendo involucrar tres o más, pero en todo caso se caracteriza por omitir alternativas razonables sin argumentar esa exclusión, sea esta deliberada o accidental.

## Ejemplos
«Fermín no ha llegado a trabajar. O ha tenido un accidente en el coche o se ha quedado dormido. Llamamos a su casa y averiguamos que salió a tiempo, luego ha tenido un accidente». Este argumento es un falso dilema, ya que hay multitud de otras razones por las que Fermín puede llegar tarde: desde haber renunciado sin notificarlo hasta haber sido detenido por una infracción de tráfico. Si pudiéramos probar que no existen esas (y todas las demás) alternativas, el argumento sería correcto. Mientras tanto, es falaz.
Los falsos dilemas son muy comunes en política. Con frecuencia se ocultan en preguntas retóricas, y entonces se vuelven similares a la falacia de la pregunta compleja, como en estos ejemplos:
- «¿Reelegirá usted al partido en el gobierno o le dará alas al terrorismo?».
- «¿Está usted con nosotros o con las fuerzas del mal?».

O pueden formularse como sentencias de hecho:
- «Mi oponente votó contra el incremento del presupuesto para educación pública. Debe de pensar que educar a nuestros hijos no es importante».
- «Nadie gana a menos que todo el mundo gane».
- «Estás con nosotros o estás contra nosotros».
- «Comunismo o Libertad».
- «Democracia o fascismo».
- «En nuestra búsqueda de progreso económico y político todos subiremos, o bien todos bajaremos».
- «Las bandas violentas se han adueñado de las calles, así que debemos incrementar la presencia policial o dejar que huyan».
- «Si permaneces neutral en una situación de injusticia, entonces estás del lado del opresor».
- «¿En tu casa o en la mía?».

## Implicaciones legales
Durante la batallas legales de la controversia creación-evolución libradas en los Estados Unidos, la dicotomía entre el creacionismo y la teoría de la evolución ha sido señalada como otro ejemplo de falso dilema y denominado también un dualismo artificial.
Véase, por ejemplo, la opinión que el juez John E. Jones III escribió en la sentencia del caso Kitzmiller contra la Escuela del Distrito de Dover: «El diseño inteligente (DI) está basado en la premisa de una falsa dicotomía, en concreto, que en la medida que la teoría evolucionista sea desacreditada, el DI es confirmado. (5:41 (Pennock)). Este argumento no se trae ante esta Corte por vez primera, y de hecho el mismo argumento, denominado “dualismo artificial” en el caso McLean, fue empleado por los creacionistas en los años 1980 para apoyar la “ciencia de la creación”. La corte del caso McLean señaló la “pedagogía falaz del método de los dos modelos” y que “en su esfuerzo por establecer ‘pruebas’ que apoyasen la ‘ciencia’ de la creación, sus defensores confiaron en la misma falsa premisa que el enfoque de dos modelos ... todas las pruebas que criticaban la teoría de la evolución eran pruebas que apoyaban la ciencia de la creación”».